# Indigofera balfouriana
Indigofera balfouriana är en ärtväxtart som beskrevs av William Grant Craib. Indigofera balfouriana ingår i släktet indigosläktet, och familjen ärtväxter. Inga underarter finns listade i Catalogue of Life.